# 2023年银行危机
2023年银行危机指从2023年开始，在美国、瑞士等国的银行爆发的倒闭事件。
2023年3月，美国银门银行、硅谷银行、签名银行倒闭，引发全球银行股价急剧下跌，美国的监管机构迅速做出回应，以防止潜在的全球传染。
2023年3月19日，瑞士信贷在瑞士政府的斡旋下被竞争对手瑞银收购。
2023年5月1日，第一共和银行倒闭，被摩根大通收购。

## 瑞士
从2022年下半年开始，瑞士信贷银行受到多起负面事件影响，包括 Greensill Capital宣告破产、Archegos爆仓等事件，导致股价从2021年2月的14.90美元持续下跌至2022年9月30日收盘的3.92美元，瑞信的信用违约互换指数也在9月底飙升，达到了2008年雷曼危机的水平，这一消息更是令财务状况雪上加霜。虽然瑞士信贷高层一再辟谣，并抛出瑞士信贷的转型计划，但其股价在10月初仍在震荡下跌。
2023年2月，瑞士信貸表示称过去两年的财务报告存在重大弱点，原因在于内部控制未能起效。
在原定于2023年3月9日发布的2022年财务报告延期至3月14日发布后，3月15日该公司股票下跌13.94%，盘中最低重挫26%。
2023年3月15日，瑞信最大股东沙特国民银行主席表示不会向瑞信提供更多援助。當天瑞士国家银行表示如有必要，瑞士国家银行将向瑞信提供流动性支持，並於次日同意向向瑞士信贷提供500亿瑞士法郎的贷款。3月18日，瑞士金融监管部门又推动瑞银集团全面或部分收购瑞士信贷。3月19日，瑞银集团宣布以32.5亿美元收购瑞士信贷。

## 美国

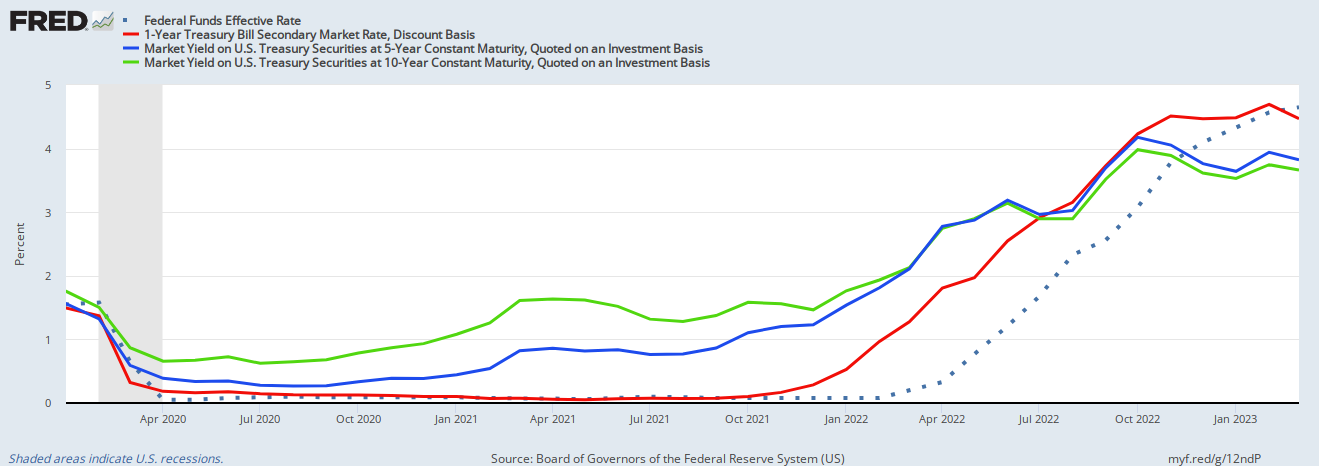
Normal 收益率曲线在2022年7月开始反转，导致美国短期国债利率超过了长期利率。

在此前期间，美国许多银行已将其储备投资于美国国债券，这些证券多年来一直支付低利率。随着联邦储备系统开始响应2021–2023年通货膨胀而加息，导致债券价格下跌，导致银行资本储备市场价值下降，使一些银行产生无形损失，为了维持流动性，硅谷银行卖掉了债券以实现巨额亏损。此外，在2019冠状病毒病疫情之前和期间，几家银行与加密货币相关的业务被外界得知，2020年至2022年的加密货币泡沫于2022年末破裂。
在这种环境下，有三家这样的银行失败或被监管机构关闭，首家破产的是以加密货币为重点的银门银行，宣布由于其贷款组合遭受损失，将在2023年3月8日停业。2天后，在试图筹集资本的公告中，硅谷银行发生了挤兑，导致当天崩溃并被监管机构接管。持有与加密货币相关企业频繁做生意的签名银行于两天后的3月12日被监管机构关闭，监管机构称存在系统性风险。第一共和银行、硅谷银行和签名银行的倒闭分别是美国历史上第二大、第三大和第四大银行破产事件，仅次于2007年至2008年金融危机中華盛頓互惠银行的破产。
2019年，联邦储备系统的“定制规则”进行了更改，将最低资产门槛从500亿美元增加到1000亿美元，并减少了所需的压力测试方案数量，使资产总额不到1000亿美元的银行可以降低流动性标准。 签名银行和First Republic银行位于联邦储备银行定制规则的1000亿美元以下的资产总额，允许这些银行对流动性进行降低监管。一些人质疑如果美国有类似欧盟国家的法规，第一共和银行是否会发生挤兑。

### 银门银行

#### 背景

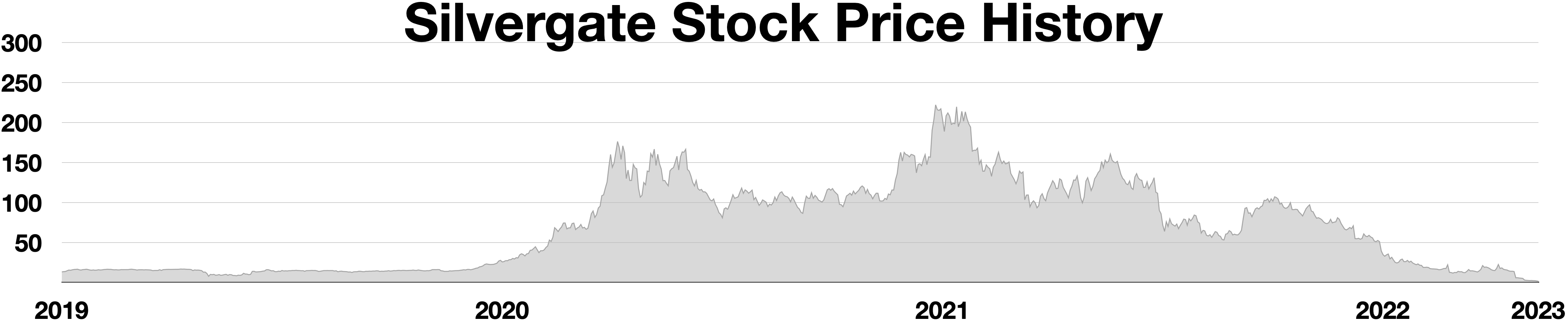
银门银行的股票价格 (2019–2023)

银门银行是一家位于加利福尼亚州的银行，1988年作为储蓄和贷款协会开始运营。2010年代，该银行开始向加密货币市场内的玩家提供银行服务。银行在2014年夏季寻求监管批准，以与加密货币公司开展业务。该银行通过为加密货币交易所和其他无法从更大、更保守的银行获得融资的从业者提供服务，显著扩大了其资产负债表上的资产-在2017财年将其资产翻倍至19亿美元。尽管快速增长，该公司保持着较小的实体分布，在2018年，该银行仅有三个分支机构，全部位于南加利福尼亚地区。到2022年第四季度，该银行90％的存款已与加密货币相关，其中10亿美元的存款与山姆·班克曼-弗里德有关。
除了向加密货币客户提供传统的银行服务外，该银行还作为清算中心运营，通过其专有的Silvergate Exchange Network参与实时解决和结算交易的业务。尽管大多数业务来自于加密货币公司，但银门银行的投资组合相当保守；该公司在抵押支持证券和美国债券方面拥有大量头寸。尽管这些资产可靠，可以在到期日全额支付，但随着2021-2023年通货膨胀激增而使利率发生变化，它们带来了风险。当这些损失未实现时，通常不会导致银行停止运营，因为银行将按照债券的原始条款收到全额支付。然而，如果被迫以较低的账面价值出售这些证券，这些类型资产的损失会变得实际化，对银行继续运营的能力造成重大风险。

#### 事件
随着FTX的破产，银门银行遭受了银行挤兑，与加密货币相关的公司存款减少了68％，银行面临着客户提取超过80亿美元存款的请求。由于银门银行没有足够的现金满足存款提取，该银行开始以巨大的亏损抛售其资产；仅在2022财年第四季度，该公司就在提款相关资产销售中实现了7.18亿美元的亏损。该银行在一份公开声明中表示，到2022年第四季度末，它是偿付能力充足的，拥有46亿美元现金和56亿美元流动债务证券的资产表，并承担38亿美元的存款义务。 Silvergate在未来数月面临紧迫的财政限制，以亏损出售资产，并向旧金山联邦住房贷款银行借款36亿美元以维持其流动性。银门银行在3月1日的监管文件中写道，该银行面临着失去良好资本充足率的地位以及面临继续运营的风险。面临从账面价值出售证券的持续亏损，银门银行于2023年3月8日发布公告，宣布自愿清算，并将所有存款资金退还给各自的业主。

### 硅谷银行

#### 背景
硅谷银行是一家商业银行，成立于1983年，总部位于加利福尼亚州圣克拉拉市。在其崩溃之前，硅谷银行是美国第16大银行，服务于科技行业的公司和个人占据了其客户群的大部分。近一半的美国风险投资支持的医疗保健和科技公司都由硅谷银行提供融资。如Airbnb、思科、Fitbit、Pinterest和Block等公司都是该银行的客户。除了为风险投资支持的公司提供融资外，硅谷银行还以为科技企业家提供私人银行、个人信用额度和抵押贷款而闻名。根据美国联邦存款保险公司的数据，截至2022年底，硅谷银行拥有2090亿美元资产。
在COVID-19大流行期间，当科技行业经历增长期时，硅谷银行的存款持有量增加。2021年，它购买了长期国债，以利用增加的存款。然而，随着联邦储备系统为遏制2021-2023年通货膨胀激增而提高利率，这些债券的当前市场价值下降了。较高的利率也提高了整个经济体系的借贷成本，一些硅谷银行的客户开始提取资金以满足其流动性需求。

#### 事件
为筹集现金支付存款人的提款，硅谷银行宣布于2023年3月8日出售了价值超过210亿美元的证券，借入了150亿美元，并将举行紧急股票发售，筹集22.5亿美元。这一消息连同来自杰出的硅谷投资者的警告，引起了银行挤兑，客户在随后的一天提取了420亿美元的资金。作为银行挤兑的结果，2023年3月10日，加利福尼亚州金融保护与创新部（DFPI）接管了硅谷银行，并将其交由美国联邦存款保险公司进行清算。美国联邦存款保险公司成立了一个存款保险国家银行，圣克拉拉存款保险国家银行，用于服务受保护的存款，并宣布下周开始为未受保护的存款付息；这些股息是通过出售硅谷银行资产的收益获得的。银行1720亿美元存款负债中有89％超过美国联邦存款保险公司的最高保险额。两天后，美国联邦存款保险公司获得了特殊权力，与其他机构联合宣布，所有存款人将在第二天完全拥有他们的资金。在同一天的首次硅谷银行资产拍卖中，仅有一个出价，之后PNC金融服务和RBC银行都撤回了报价。美国联邦存款保险公司拒绝了这个出价，并计划举行第二次拍卖，以吸引大型银行的竞标，现在银行的系统性风险设计允许美国联邦存款保险公司为所有存款提供保险。该银行随后作为新组建的桥梁银行Silicon Valley Bridge Bank, N.A.重新开业。
2023年3月26日，美国联邦存款保险公司宣布第一公民银行将收购SVB的商业银行业务。这给第一公民银行带来了约565亿美元的存款和720亿美元的折扣贷款，而硅谷银行约900亿美元的证券继续保留在接管中。美国联邦存款保险公司获得了价值约5亿美元的第一公民银行股权升值权。SVB的17家分行于次日以第一公民银行旗下品牌重新开放，所有SVB存款人都成为第一公民银行的存款人。硅谷银行的私人银行部门最初将被单独拍卖，但第一公民银行最终收购了该业务。

### 签名银行

#### 背景

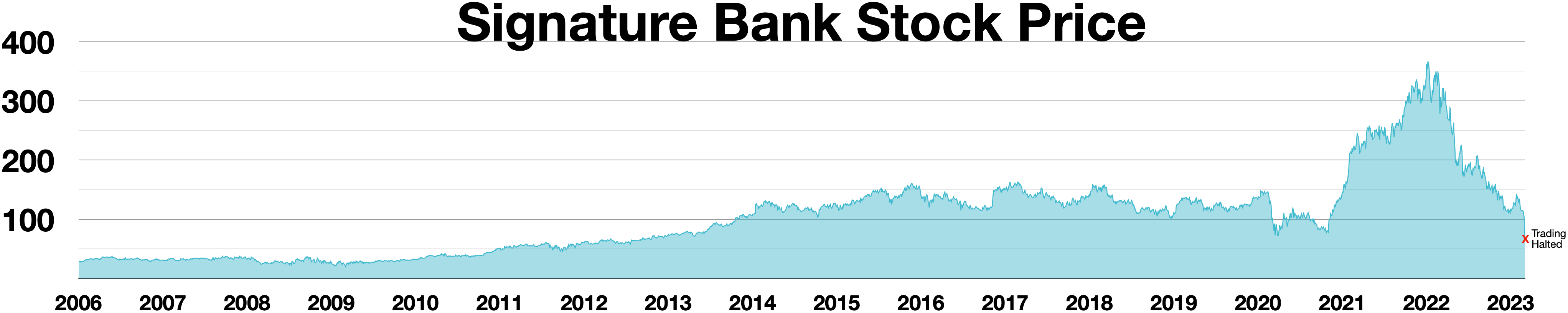
签名银行的股票价格(2006–2023)

签名银行是一家总部位于纽约市的银行，成立于2001年。该银行作为Bank Hapoalim的子公司开始服务资产约为25万美元的客户，并向位于纽约市及周边地区的小型企业提供贷款。自2007年起，该银行便在纽约大都会区的多住宅租赁住房市场内提供融资，尽管在2010年代开始减少其市场份额。截至2019年，该银行贷款价值四分之一以上用于纽约大都会区的多住宅业主，约158亿美元，占该银行389亿美元净贷款的4成。
自2018年开始，签名银行开始吸引加密货币行业的客户，聘请有经验的人员，旨在摆脱对房地产贷款的依赖。银行持有的存款数量大幅增长，从2018财年末的约363亿美元增加到2022年8月的1040亿美元；当月，超过四分之一的存款来自数字资产公司。其加密货币行业客户包括大型加密货币交易所运营商，如Celsius Network和Binance。到2023年初，签名银行已成为提供银行服务给加密货币行业的第二大银行——仅次于银门银行。
除了向加密货币客户提供传统银行服务外，签名银行还开设了专有的支付网络，供其加密货币客户使用。该支付网络Signet于2019年开放给批准的客户，允许通过区块链实现不需要第三方或交易费用的实时毛额结算。到2020年底，签名银行有740个客户使用Signet。该网络在随后的几年内继续扩展；Coinbase和TrueUSD美元挂钩稳定币分别于2022年和2021年与Signet集成。

#### 事件

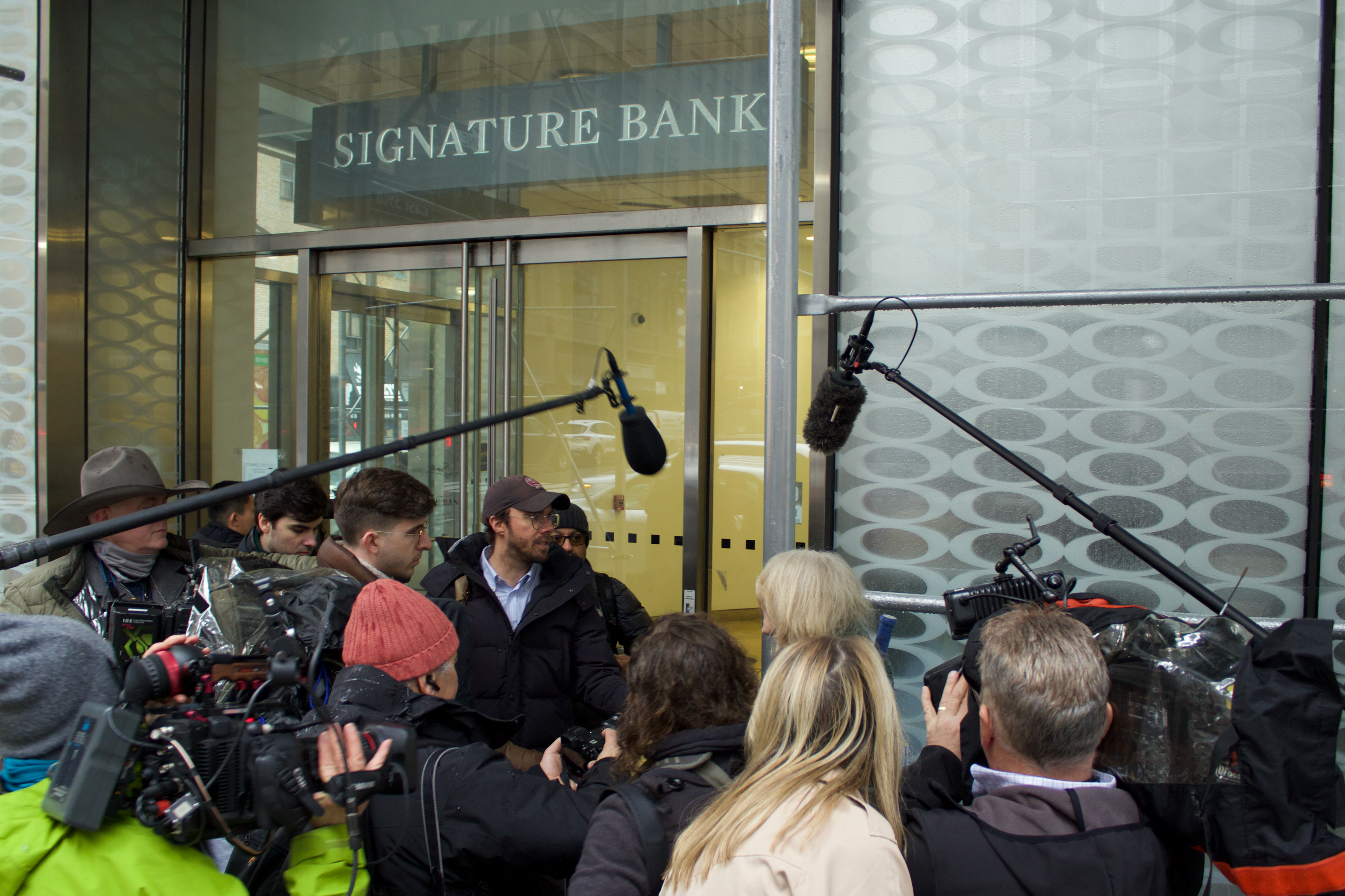
记者向从纽约地区出来的签名银行的客户提问。

随着2022年加密货币价格大幅下跌，特别是FTX加密货币交易所倒闭后，签名银行的存款人开始提取存款，金额为数十亿美元；到2022年底，该银行的存款总额约为886亿美元，而该年初时，超过四分之一的存款来自数字资产相关实体，而该银行持有的存款总额为1061亿美元。到2022年底，签名银行与加密货币交易所Binance断绝业务关系，以减少与加密货币市场相关风险的暴露。根据签名银行董事会成员巴尼·弗兰克（Barney Frank）的说法，2023年3月10日星期五，签名银行遭受了一次数十亿美元的银行挤兑，存款人对影响该银行的加密货币相关风险表示担忧。投资者对该银行的信心也受到严重动摇，该银行股票在那个星期五下跌了23%——当天硅谷银行崩溃，这标志着签名银行价值的单日最大跌幅，在该行22年历史中创下了纪录。
2023年3月12日，在硅谷银行倒闭两天后，签名银行被来自纽约州金融服务部门的监管机构关闭，这是美国历史上第三大银行破产事件。由于客户开始把存款提出以转入更大的银行，该银行无法在周一市场开盘前完成出售或加强其财务状况以保护其资产。银行被美国联邦存款保险公司接管，随即成立Signature Bridge Bank，N.A.维持运营。
签名银行在银行崩溃时正面临多项联邦调查，涉及其反洗钱措施的严格性。美国司法部已展开刑事调查，调查该公司在开立新账户时是否进行了尽职调查，以及是否足够发现和报告其客户可能涉及的犯罪活动。美国证券交易委员会也展开了一项单独的相关民事调查。
3月19日，纽约社区银行（NYCB）同意以27亿美元购买签名银行约384亿美元的资产，40家分行以NYCB旗下品牌旗星银行运营。

### 第一共和银行

#### 背景

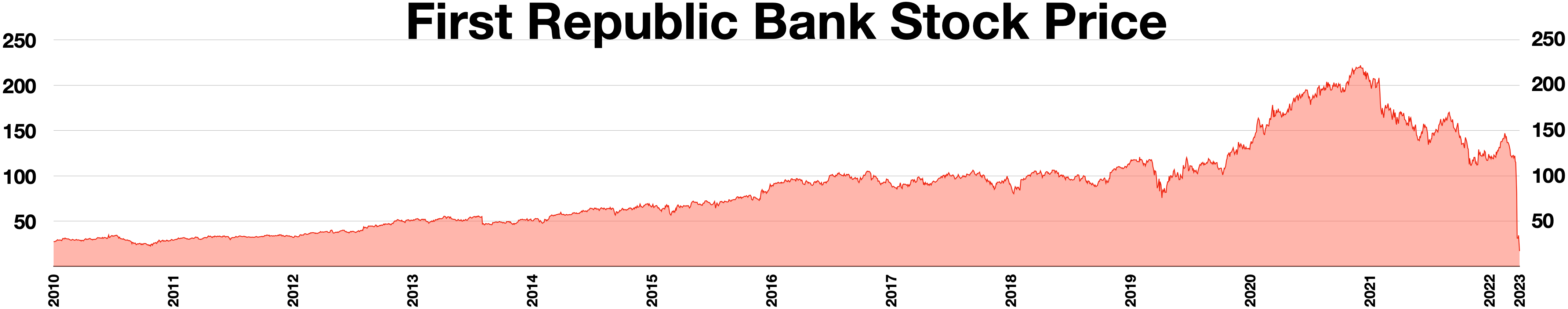
第一共和银行股票价格

总部位于旧金山的第一共和银行是一家商业银行和财富管理服务提供商，专门服务于高净值个人，在11个州拥有93个办事处，主要分布在纽约、加利福尼亚、马萨诸塞州和佛罗里达州。截至2022年底，它是美国第14大银行。

#### 事件
其他美国银行，包括FRB，受到了严格的审查和压力。2023年3月13日，其股价下跌了62%。随着该银行面临重大流动性问题，3月16日，它获得了300亿美元的存款救助，此前多家美国主要银行提供了70亿美元的融资支持。11家美国最大银行参与了救援行动，由杰米·戴蒙（Jamie Dimon）领导。
2023年3月19日，标普全球将第一共和银行的信用评级进一步降至垃圾级别，下调三档，称私人部门的救援努力“可能无法解决我们认为该银行现在可能面临的重大业务、流动性、资金和盈利挑战”。在4月的季度报告中，该银行表示存款已下降逾1000亿美元。这一宣布导致该银行股价下跌逾20%。
4月28日，该银行宣布计划开始以低价出售其债券和证券以筹集资产，并开始裁员。多个顾问团队也开始离开该银行。当天，宣布美国联邦存款保险公司正在考虑接管该银行，导致其股价再次下跌43%，降至3.5美元。在盘后交易中又下跌了42%后，美国联邦存款保险公司确认即将接管该银行。2023年，股价累计下跌了97%。第二天，美国联邦存款保险公司联系多家银行，包括摩根大通、PNC和美国银行，表示他们有时间到4月30日为第一共和银行竞标。
5月1日上午，加利福尼亚金融保护和创新部宣布FRB已关闭，其资产以106亿美元的价格出售给了摩根大通。

#### 联邦反应
针对3月份的银行破产事件，政府采取了非常措施来减轻整个银行业的影响。3月12日，美联储创建了银行期限资金计划（BTFP），这是一个紧急贷款计划，向承诺以美国国债、机构债和抵押贷款支持证券等符合资格的资产作为抵押品的银行、储蓄协会、信用社和其他符合资格的存款机构提供长达一年的贷款。该计划旨在为金融机构提供流动性，跟随硅谷银行和其他银行的倒闭，并减少美国银行系统中当前未实现损失的风险，这些风险在该计划启动时总计超过6000亿美元。该计划通过存款保险基金进行资助，并向承诺以美国国债、机构债和抵押贷款支持证券等某些类型的证券作为抵押品的符合条件的借款人提供长达一年的贷款。抵押品将被估价为票面价值而非市场开放价值，因此一家银行可以根据由于2022年以来的一系列利率上涨而未受损的资产价值获得借款。美联储还放松了贴现窗口的条件。财政部将从其交换稳定化基金中提供最多250亿美元作为该计划的后备资金。
除了与美国联邦存款保险公司和美国财政部合作通过BTFP向银行提供流动性外，美联储还开始内部讨论实施更严格的资本储备和流动性要求，以面向其资产负债表上拥有1000亿美元至2500亿美元资产的银行。自2022年以来，联邦储备委员会副主席迈克尔·巴尔（Michael Barr）及拜登政府的其他官员对区域银行规模的快速增长所带来的金融系统风险越来越关注。

#### 美国调查
硅谷银行本身的破产也引发了美国证券交易委员会和美国司法部的联邦调查。在两个调查范围内的是硅谷银行高管在该银行破产前不久出售股票的情况，而SEC的调查还包括评估硅谷银行过去的财务和其他风险相关披露，以评估其准确性和完整性。

## 银行破产后果
随着存款人开始大规模将资金从小银行转移到大银行，地区银行的股票价格在2023年3月13日星期一下跌。在硅谷银行和签名银行倒闭之后，西联银行的股价下跌了47%，太西银行则下跌了21%，在停牌后才有所恢复。穆迪将美国银行系统的展望评级下调为负面，称该行业的财务状况出现了“急剧恶化”。它还将多家地区银行的信用评级下调，包括西联银行、第一共和银行、Intrust Bank、联信银行、UMB金融和锡安银行。在第一共和银行破产后，地区银行股票的大幅下跌仍在继续。
在2023年3月13日，美国总统乔·拜登发表声明，谈及前三家银行的破产，并断言政府的干预不是救助，而且银行体系是稳定的。
最初的银行破产导致人们猜测美联储可能会暂停或停止加息。从3月13日开始，交易员们开始调整他们的策略，预计未来的加息次数将少于之前预期的次数。一些金融专家认为，BTFP与最近寻找愿意承担所有存款的买家的做法相结合，可能已有效地消除了美国联邦存款保险公司的25万美元存款保险限制。然而，财政部长珍妮特·耶伦澄清说，超过该限制的任何保证都需要拜登政府和联邦监管机构的批准。
最初的三家银行破产以及对其他美国地区银行的压力预计将减少商业房地产市场的可获得融资，并进一步减缓商业物业的发展。美联储的贴现窗口流动性设施到3月16日已经借出约1500亿美元给各种银行，这是BTFP所提供的12亿美元的12倍以上。由于第一共和银行的大多数长期资产都在市政债券上，因此它无法充分利用BTFP，因为这些资产不符合符合资格抵押品的要求。
到3月16日，大规模的银行间资金流动正在发生，以支持银行的资产负债表，并且许多分析师正在报告更普遍的美国银行业危机。许多银行将其储备金投资于支付低利率的美国国债券上。当美联储开始在2022年加息时，债券价格下跌，降低了银行资本储备的市场价值，导致一些银行以高额亏损出售债券，因为新债券的收益率要高得多。美联储的贴现窗口流动性设施到3月16日已经从各种银行借出约1500亿美元。
3月17日，美国总统拜登表示，银行业危机已经平息，而《纽约时报》称，3月银行危机悬挂在经济上，并重新点燃了衰退的恐惧，因为许多地区和社区银行将不得不减少放贷，商业借款将变得更加困难。周日晚些时候，美联储和其他几家中央银行宣布重大美元流动性措施以平息市场动荡。在“协调行动中通过常设美元掉期线安排增强提供流动性”，美国联邦储备委员会、加拿大银行、日本银行、欧洲中央银行和瑞士国家银行联合组织日常美元掉期操作。这些掉期曾经被设置为每周一次。 太西银行（PacWest）的股价于5月3日急剧下跌，此前该银行宣布“正在考虑包括出售在内的战略选项”。5月4日，股票交易暂停，随着其他美国地区银行（包括第一地平线银行、Metropolitan Bank和西联银行）也受到影响，抛售导致进一步损失42%。
6月，美国联邦储蓄保险公司表示2023年一季度，美国银行存款总额下降了4720亿美元，是该行业连续第四个季度存款下降，也是该公司自1984年开始收集季度银行业数据以来的最大降幅。

## 国际影响
到2023年3月19日星期日，全球对银行业的关注已经增加。那天，瑞士银行UBS集团以瑞士政府提供的紧急安排购买了其较小的竞争对手瑞士信贷。在美国事件发生前一个月，瑞士信贷宣布其自2008年金融危机以来最大的年度亏损，客户继续以快速的速度撤回他们的现金；在2022年第四季度已经撤回了1470亿美元。它还披露了其财务报告中发现的“重大缺陷”。它的最大投资者沙特国民银行于3月15日宣布，将不再为瑞士信贷提供更多支持。该消息导致其股价暴跌25%，UBS走进来收购该银行。该银行经历了多年数十亿美元的亏损、丑闻、高管变动和业务策略薄弱。
周日晚些时候，美联储和其他几家中央银行宣布重大美元流动性措施以平息市场动荡。在“协调行动中通过常设美元掉期线安排增强提供流动性”，美国联邦储备委员会、加拿大银行、日本银行、欧洲中央银行和瑞士国家银行联合组织日常美元掉期操作。这些掉期曾经被设置为每周一次。 
3月21日，《商业时报》报道称，亚洲中央银行“不太可能受到美国和欧洲银行危机的影响”，但澳大利亚的中央银行行长们进行了会议，并公开表示可能暂停最近的加息。ABC新闻报道称，中央银行面临的挑战是确定“银行动荡是否接近崩溃真实经济，还是通货膨胀仍然更大的威胁。”在日本，三家主要的贷款银行——三菱日联金融集团、三井住友金融集团和瑞穗金融集团，在市场动荡和其对债券市场的敞口的影响下，股价下跌了10%至12%。 Topix银行指数下跌了17%。这次下跌是由于对SVB崩溃以及日本地区银行业风险的担忧引起的，部分原因是暴露于美国利率上涨的风险。
3月24日星期五，保险追加德意志银行债务违约成本大幅上升，该银行债务的5年信用违约掉期上涨了70％。欧洲央行和其他欧洲中央银行当天也加息了。欧洲STOXX 600指数下跌了约4%，德意志银行股票一度下跌超过14%，收盘时下跌约8%。英国的银行指数也下跌了约3%，其中巴克莱和渣打银行都下跌了约6%，國民西敏集團下跌了4%。其他欧洲银行的股票也下跌，其中包括商业银行、奥地利的Raiffeisen银行和法国兴业银行。根据欧洲委员会的保罗·真蒂洛尼（Paolo Gentiloni）所说，欧元区的财政部长呼吁委员会从2023年第二季度开始关闭危机管理和存款保险（CMDI）条款中的漏洞。
中华人民共和国的银行几乎没有遭受负面影响。据彭博社报道，在市场动荡期间，几乎所有166个表现最好的企业都在中华人民共和国。美国和欧洲的银行危机凸显了中华人民共和国银行系统的相对稳定性。虽然中华人民共和国从大流行中的复苏仍然脆弱，但通货膨胀很低，中国人民银行调整利率的速度比西方中央银行慢。
金融系统的动荡导致印度中央银行于4月6日暂停任何进一步加息，行长沙克提坎塔·达斯表示“这是暂停而不是转向”。预计普遍会上涨25个基点。澳大利亚、加拿大和印度尼西亚的中央银行也暂停了任何进一步的加息。
尽管利率上涨可以让银行获得更高的客户贷款回报，但更紧的金融条件意味着该行业的股权融资出现了下滑，在预期部分美国银行季度收益下降的情况下，标普500银行指数（SPXBK）截至4月份年初已下跌14%。 4月11日，国际货币基金组织将2023年全球GDP增长预测从2.9％下调至2.8％，并表示“不确定性很高，风险平衡已明确向下方向转移，只要金融部门仍然不稳定”。这一预测标志着2022年的增速放缓至3.4％，但预测2024年增长可能会适度上升至3.0％。国际货币基金组织自2022年春季以来一直在削减其预测。